# Badminton-Weltmeisterschaft 2022
Die 27. Badminton-Weltmeisterschaft fand vom 22. bis zum 28. August 2022 in der japanischen Hauptstadt Tokio statt. Den Austragungsort bestimmte der Council der Badminton World Federation (BWF) im November 2018. Japan war damit zum ersten Mal Ausrichter der Badminton-Weltmeisterschaften.

## Sieger und Platzierte
| Disziplin    | Gold                      | Silber                         | Bronze                                      |
| ------------ | ------------------------- | ------------------------------ | ------------------------------------------- |
| Herreneinzel | Viktor Axelsen            | Kunlavut Vitidsarn             | Chou Tien-chen                              |
| Herreneinzel | Viktor Axelsen            | Kunlavut Vitidsarn             | Zhao Junpeng                                |
| Dameneinzel  | Akane Yamaguchi           | Chen Yufei                     | Tai Tzu-ying                                |
| Dameneinzel  | Akane Yamaguchi           | Chen Yufei                     | An Se-young                                 |
| Herrendoppel | Aaron Chia Soh Wooi Yik   | Mohammad Ahsan Hendra Setiawan | Satwiksairaj Rankireddy Chirag Shetty       |
| Herrendoppel | Aaron Chia Soh Wooi Yik   | Mohammad Ahsan Hendra Setiawan | Fajar Alfian Muhammad Rian Ardianto         |
| Damendoppel  | Chen Qingchen Jia Yifan   | Kim So-young Kong Hee-yong     | Puttita Supajirakul Sapsiree Taerattanachai |
| Damendoppel  | Chen Qingchen Jia Yifan   | Kim So-young Kong Hee-yong     | Mayu Matsumoto Wakana Nagahara              |
| Mixed        | Zheng Siwei Huang Yaqiong | Yuta Watanabe Arisa Higashino  | Mark Lamsfuß Isabel Lohau                   |
| Mixed        | Zheng Siwei Huang Yaqiong | Yuta Watanabe Arisa Higashino  | Wang Yilu Huang Dongping                    |

## Medaillenspiegel
| Platz | Land                | Gold | Silber | Bronze | Gesamt |
| ----- | ------------------- | ---- | ------ | ------ | ------ |
| 1     | Volksrepublik China | 2    | 1      | 2      | 5      |
| 2     | Japan               | 1    | 1      | 1      | 3      |
| 3     | Dänemark            | 1    | 0      | 0      | 1      |
| 3     | Malaysia            | 1    | 0      | 0      | 1      |
| 5     | Indonesien          | 0    | 1      | 1      | 2      |
| 5     | Südkorea            | 0    | 1      | 1      | 2      |
| 5     | Thailand            | 0    | 1      | 1      | 2      |
| 8     | Chinesisch Taipeh   | 0    | 0      | 2      | 2      |
| 9     | Deutschland         | 0    | 0      | 1      | 1      |
| 9     | Indien              | 0    | 0      | 1      | 1      |
| Total | Total               | 5    | 5      | 10     | 20     |